# Casa de los Picos
La Casa de los Picos es un edificio de la ciudad española de Segovia, sede de la Escuela de Arte y Superior de Diseño de Segovia. Se encuentra situada en la calle de Juan Bravo, en pleno casco histórico de la capital segoviana.

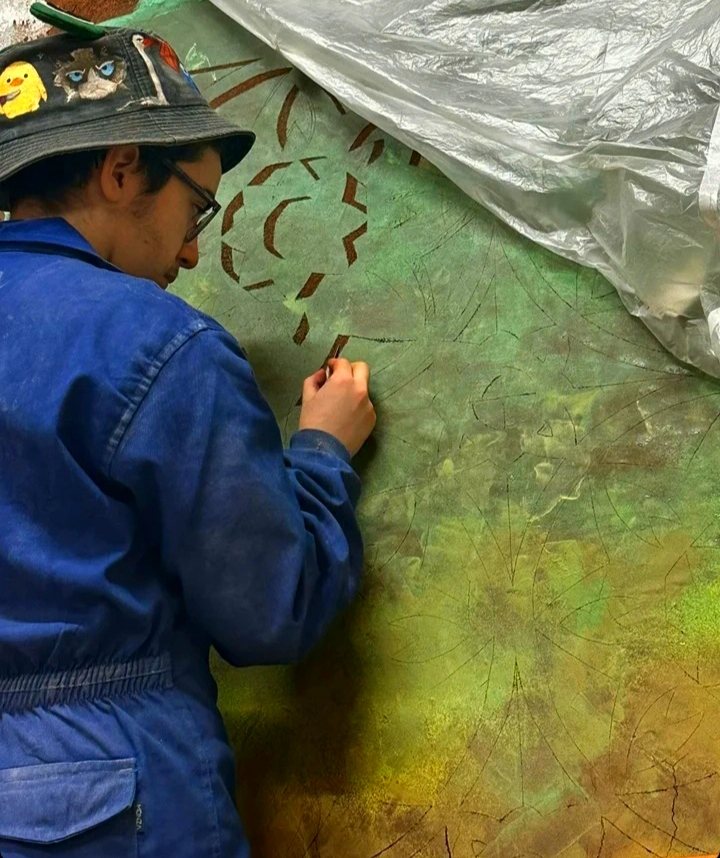
Artista pedrazana elabora un mural de esgrafiado en uno de los grados de Formación Profesional que tienen lugar en el edificio

## Descripción
Fue construida en el último tercio del siglo XV como casa-fuerte por don Pedro López de Ayala, con el fin de defender la Puerta de San Martín, derribada en 1883. La casa fue más tarde adquirida por Alonso González de la Hoz, Contador Mayor del Reino, y pasó por herencia a su hijo Juan de la Hoz, Regidor de Segovia.
Es conocida por su fachada, con 617 picos de granito, y por su patio renacentista. Se puede distinguir en los dinteles de los cinco balcones y en la puerta de acceso la heráldica de la familia de la Hoz. El zaguán y el patio están decorados con azulejos de Talavera que tienen pintados diferentes edificios de Segovia. 
A lo largo de su historia, el edificio pasó por diversos propietarios, cediéndose en los años 1970 al Ministerio de Educación, que lo rehabilitó y adaptó para instalar en él la sede de la Escuela de Arte y Superior de Diseño de Segovia, que comenzó a funcionar en 1977.
Guarda parecidos decorativos con la Casa de las Conchas de Salamanca, el Palazzo dei Diamanti de Ferrara y la Casa dos Bicos de Lisboa.